# Ann Richards (attrice)
Ann Richards, all'anagrafe Shirley Ann Richards (Sydney, 13 dicembre 1917 – Torrance, 25 agosto 2006), è stata un'attrice australiana.

## Biografia
Nacque in Australia da padre statunitense e madre neozelandese. Iniziò presto a calcare le scene di compagnie amatoriali e, una volta entrata nell'industria cinematografica australiana, divenne uno dei volti più amati e popolari degli anni trenta grazie ad una serie di film prodotti dalla Cinesound Productions e diretti da Ken G. Hall.
Trasferitasi a Hollywood negli anni quaranta, lavorò prevalentemente per la MGM, ma decise di anticipare la fine del contratto perché non soddisfatta delle lunghe attese per ottenere una parte ma anche per le molte occasioni perse.
Pur avendo avuto maggiore libertà di scelta e alcune notevoli occasioni, la sua carriera non decollò mai veramente tanto che nel 1949, dopo il matrimonio con l'ingegnere elettronico Edmond Angelo, decise di ritirarsi a vita privata. Da questa unione nacquero tre figli.
Il marito decise di intraprendere la carriera cinematografica come regista dirigendo proprio la moglie, ma dopo l'insuccesso della loro prima pellicola non ci furono ulteriori tentativi. L'attrice si dedicò alla pittura e alle poesie
Morì a Torrance, California nel 2006 all'età di 88 anni. 

## Filmografia parziale

### Cinema
- Prigionieri del passato (Random Harvest), regia di Mervyn LeRoy (1942)
- L'uomo venuto da lontano (An American Romance), regia di King Vidor (1944)
- Gli amanti del sogno (Love letters), regia di William Dieterle (1945)
- La terra dei senza legge (Badman's Territory), regia di Tim Whelan (1946)
- The Searching Wind, regia di William Dieterle (1946)
- Luna di miele perduta (Lost Honeymoon), regia di Leigh Jason (1947)
- L'affascinante straniero (Love from a Stranger), regia di Richard Whorf (1947)
- Il terrore corre sul filo (Sorry, Wrong Number), regia di Anatole Litvak (1948)
- Il pugilatore di Sing Sing (Breakdown), regia di Edmond Angelo (1952)

## Doppiatrici italiane
- Franca Dominici ne Gli amanti del sogno, Il terrore corre sul filo
- Renata Marini ne La terra dei senza legge